# Lancaster Mill
Lancaster Mill è una comunità non incorporata degli Stati Uniti d'America, situata in Carolina del Sud, nella contea di Lancaster. Fino al 2010 aveva lo status di census-designated place (CDP). 